# Pivní sklenice
Pivní sklenice je osobní nápojová nádoba určená pro pití piva. Její název určuje, že je vyrobena ze skla. K pití piva slouží také nádoby z jiných materiálů, například keramiky, porcelánu, kovů nebo plastu. Ty se označují podle tvaru pohár, holba aj. nebo podle velikosti tuplák, pinta aj. Tvar sklenice hraje roli při udržení piva chladným.

## Historie

### České země

Jan Steen: Hráči karet s pivem v číši, kolem 1650

Pivní sklenice měly svou velikost a specifický tvar již od středověku, kdy se odlišovaly zejména od ostatního picího skla. V archeologických nálezech z pražských studní právovárečných domů doby gotické se nalézaly tenkostěnné válcové či soudkovité sklenice z nazelenalého lesního skla, o objemu jednoho až dvou mázů, které byly na povrchu opatřeny natavenými nálepy, aby v ruce pijáka neklouzaly. V době renesanční převládly pivní holby z jiných materiálů, protože byly praktické jak méně rozbitným materiálem, tak praktickým uchem a víčkem. V době pozdního baroka se již u prvních pivních sklenic objevila ucha. Se zavedením měrné soustavy SI sklárny v Rakousku po roce 1867 začaly vyrábět první půllitry, které v průmyslové velkovýrobě 20. století zcela převládly, zejména v Československu. Po roce 1948 se prosadil jediný typ silnostěnné lisované sklenice z čirého skla válcového tvaru půllitru, se svislým žebrováním pro velké pivo a třetinka o obsahu 0,3 litru pro malé pivo. Některé sklárny dodávaly soupravy džbánu se šesti pivními sklenicemi a dvěma odlivkami o obsahu asi 0,1 litru pro účely kuchyně. Od poslední čtvrtiny 19. století vyrábělo v českých zemích pivní sklenice několik skláren. Značka výrobce bývala vyznačena reliéfem nebo pískováním ve dně. K hlavním dodavatelům patřili Sklárna a rafinerie Josef Inwald v Praze na Zlíchově, v Teplicích a Josef Rückl v Nižboru.
Po roce 1989 se s privatizací pivovarů začaly vracet tradice individuálních pivních sklenic a retro móda. Vlivem pronikání globálních měr a zvyklostí se prosadily tenkostěnné sklenice a poháry různých tvarů o obsahu 0,2 nebo 0,25 litru, ale také 0,3 nebo 0,4 litru.
Správná míra je na sklenicích vyznačena ryskou. V minulých dobách se značila rytím, nyní reliéfem nebo tiskem.

## Současnost
Každý větší pivovar si dává vyrábět vlastní pivní sklenice, které mívají charakteristický design, a to tvar, logo pivovaru, značku piva, název příležitostného druhu piva k určitému svátku nebo výročí. Nejcennější půllitry jsou lisované ve speciálních formách a mají nezaměnitelný tvar, siluetu či reliéf. Výzdoba pivních sklenic může být ručně rytá, leptaná nebo aplikovaná. Aplikovaný dekor se zhotovuje například metodou rotačního sítotisku. Pokud si objednavatel (zpravidla štamgast nějaké hospody) chce dát ozdobit vlastní půllitr, využívá buď rytí, nebo metodu pískování, při které je požadovaný motiv vybroušen za vysokého tlaku tryskou pomocí písku.

## Názvosloví
- Půllitr je nádoba o objemu 0,5 litru (odtud název); nejčastěji silnostěnný z lisovaného skla, válcového nebo soudkovitého tvaru, běžně s držadlem = „uchem“; někdy bez držadla, nazývaný „štucna“.
- Pro tzv. „malé pivo“ se používá třetinka, která má objem 0,3 litru, v některých zemích číška nebo pohár na nožce o objemu 0,25 litru.
- Pinta – převážně na britských ostrovech se pivo čepuje v anglické pintě (0,568262 l).
- Tuplák je v původní podobě[zdroj⁠?!][kdy?] uváděn jako nádoba o objemu více než 2 litry – tedy 2 mázy (tuplovaný = dvojitý; český máz = 1,91 l, moravský máz = 1,07 l, vídeňský máz = 1,415 l, staroměstský pražský máz 3,35 l atd.), v dnešní podobě se jedná o nádobu o objemu 1 litr (= 2 půllitry).
- Holba je opatřena uchem a víčkem. Je-li skleněná, pak má víčko cínové. Cínová, keramická či porcelánová holba nepatří mezi sklenice. Objemová jednotka holba, po níž má nádoba název, pochází z německého slova halbe = polovina a znamená zpravidla polovinu mázu či pinty, tedy dva žejdlíky
- Pro pšeničné pivo jsou určeny vysoké kónické nebo projmuté tvary tenkostěnných sklenic.
- Odlivka – miniaturní sklenice ve tvaru půllitru, pro užití piva jako ingredience při vaření v kuchyni, cejchovaná míra 0,1 litru
- Pamětní sklenice – zhotovuje se v omezeném počtu pro slavnost piva, pivovaru či vánoční trh, má speciální výzdobu. Při čepování se za ni vybírá finanční záloha (německy Pfand) se záměrem, aby si pijáci sklenici ponechali, eventuální opilci tím předem uhradí škodu za rozbití sklenice.

## Galerie sklenic

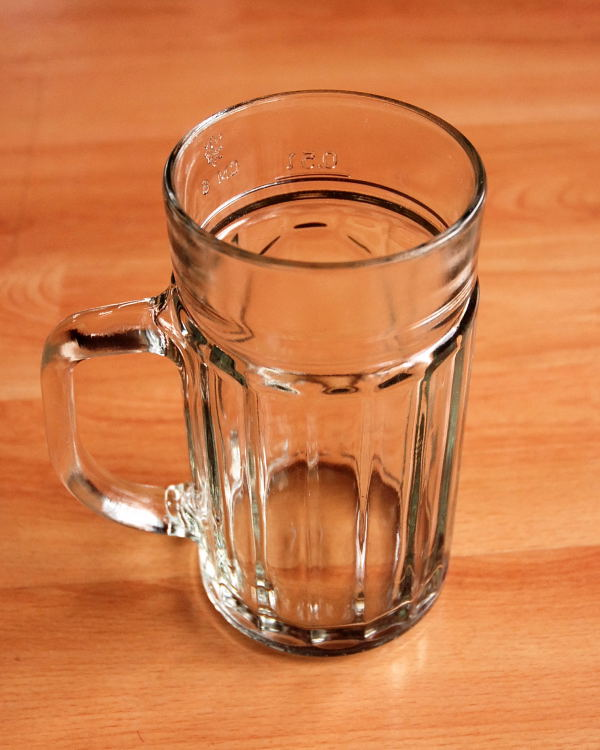
Půllitr
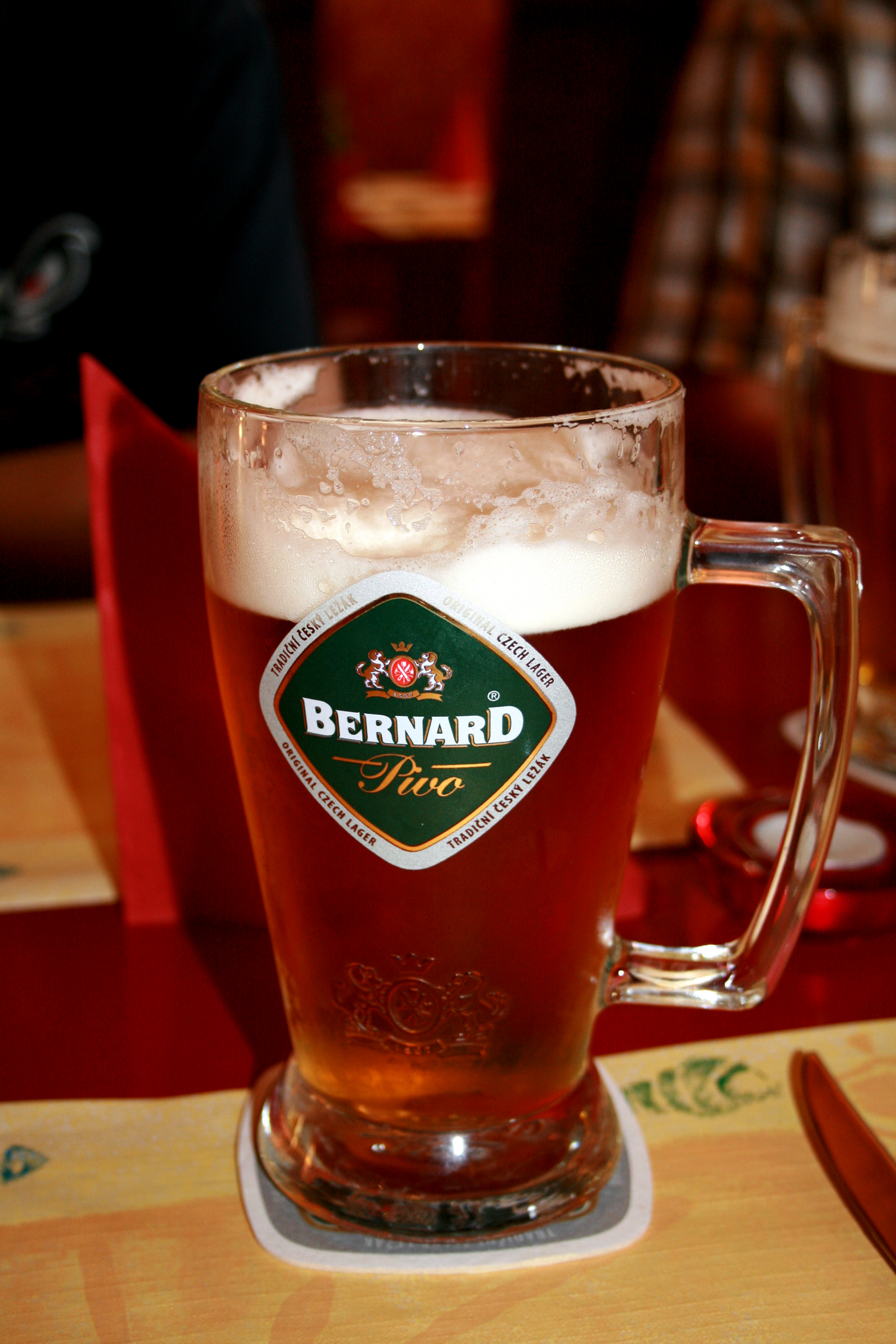
Půllitr Bernard
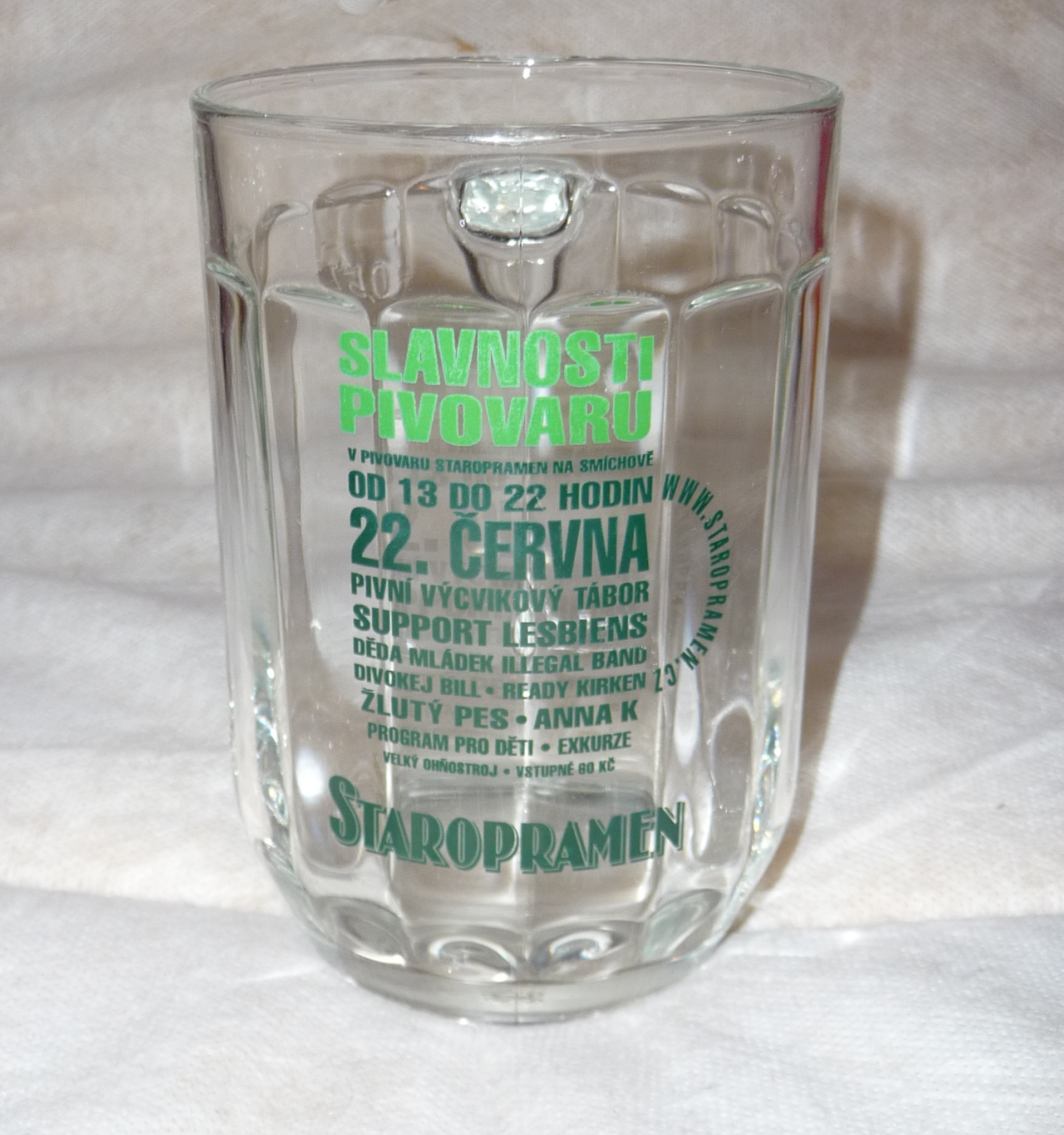
Pamětní sklenice
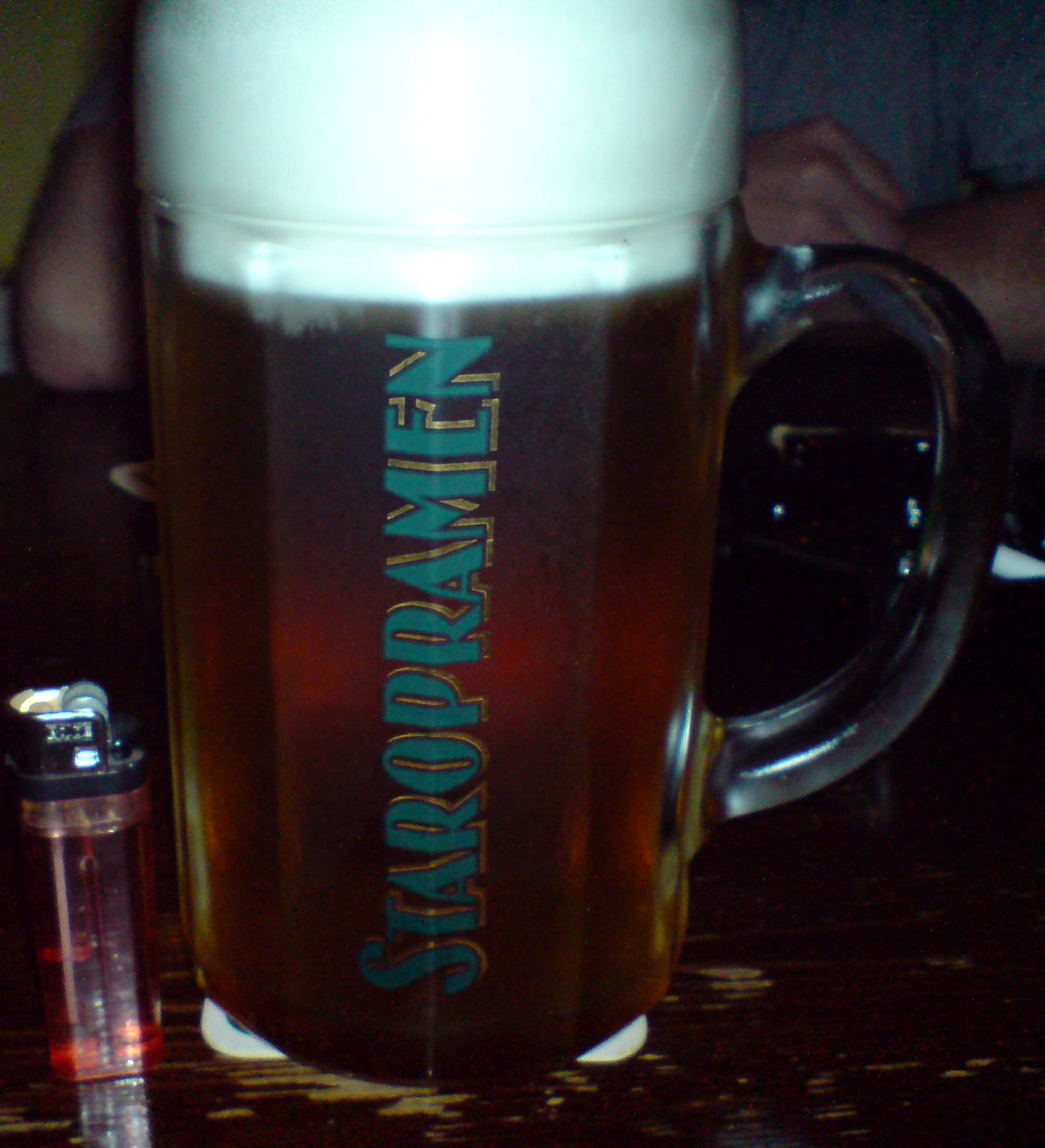
Tuplák
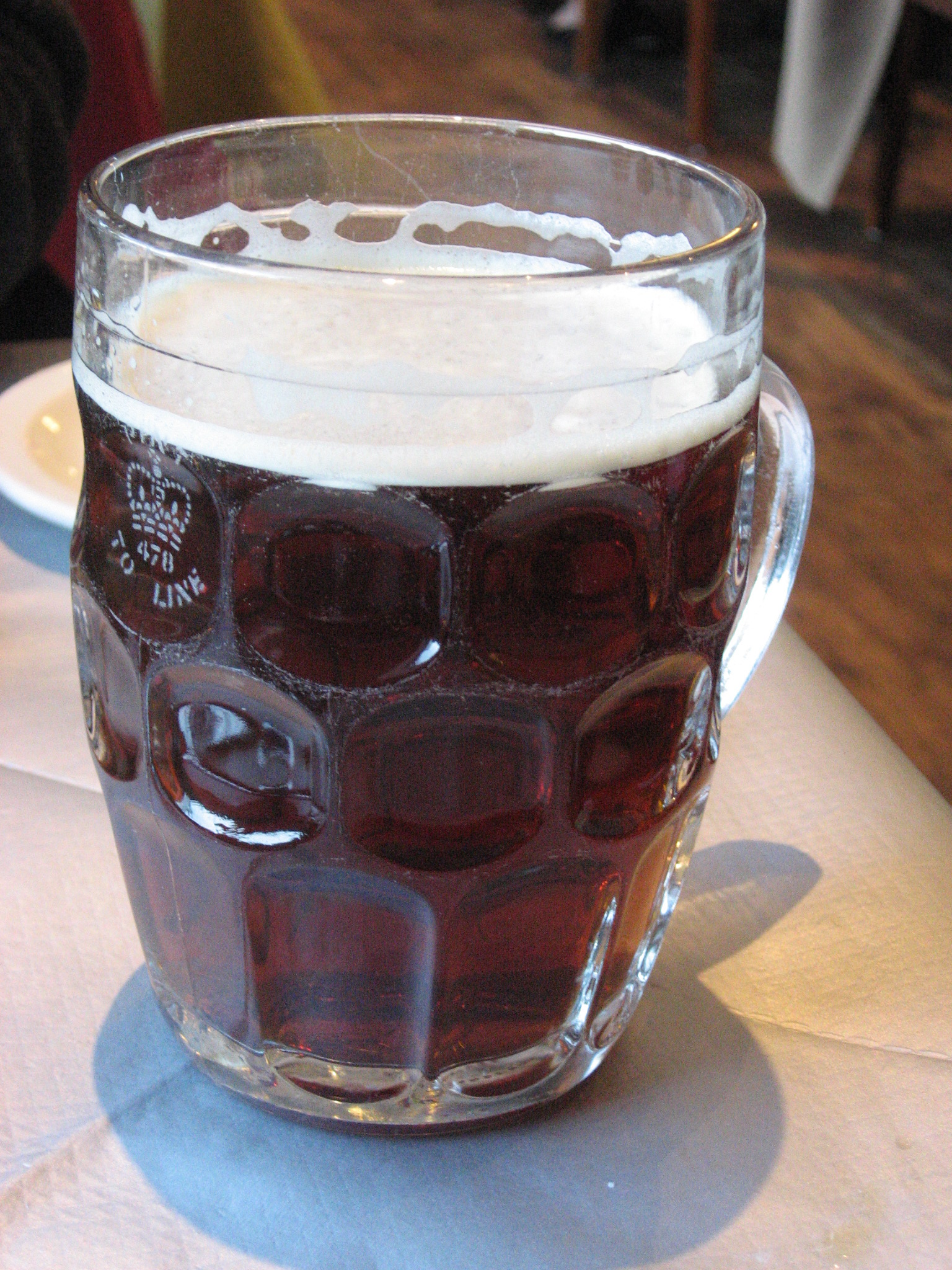
Britská pinta
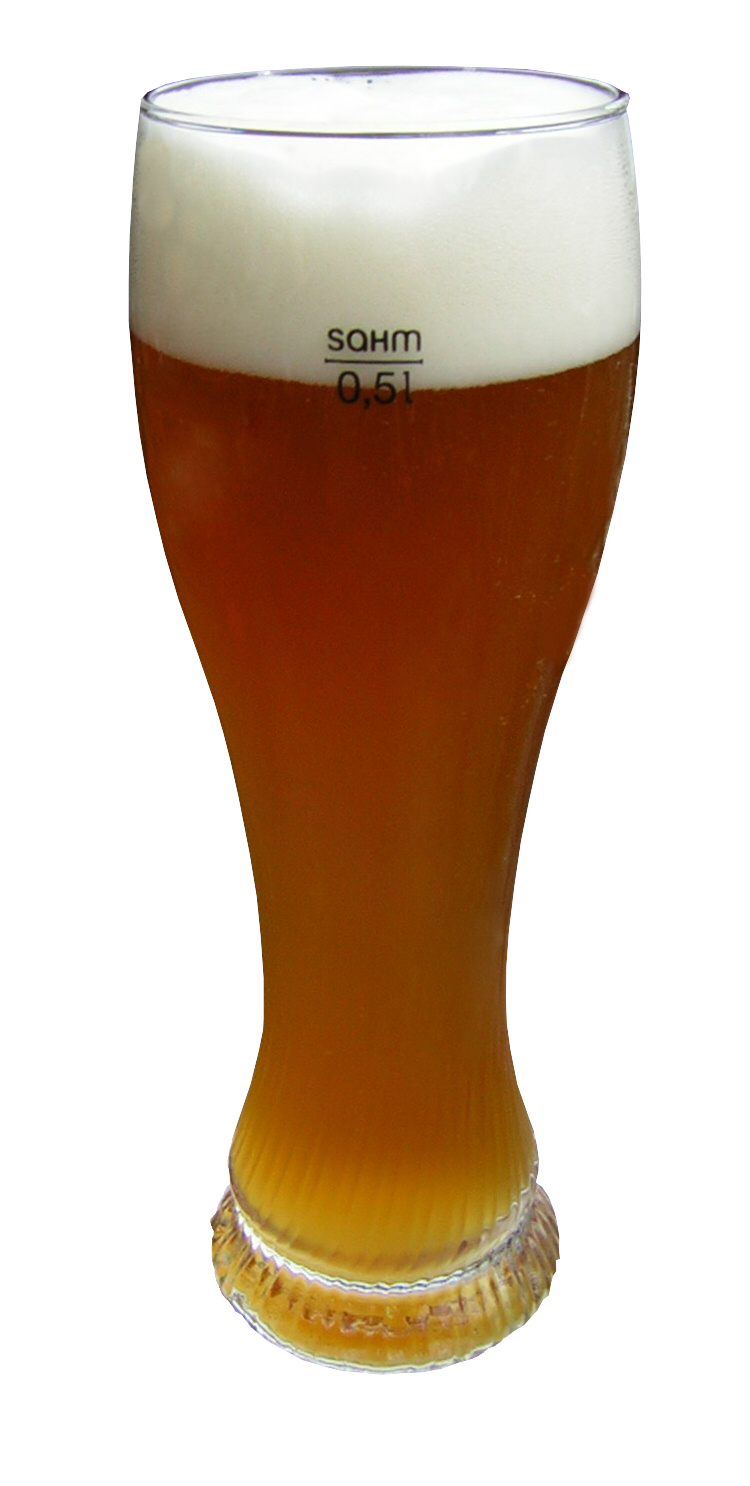
Sklenice na pšeničné pivo

## Jiné materiály

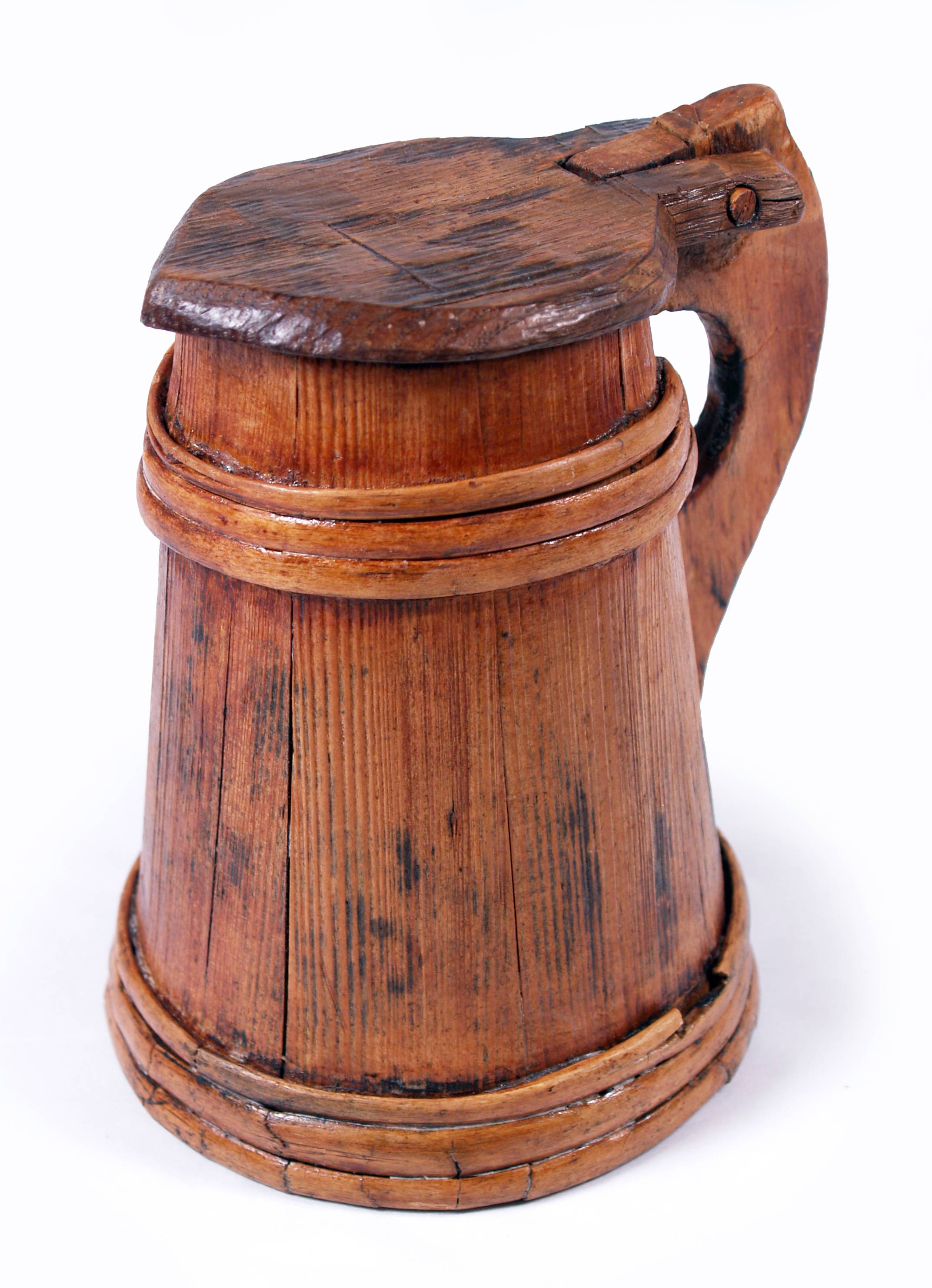
Dřevěný korbel 17. století, rekonstrukce
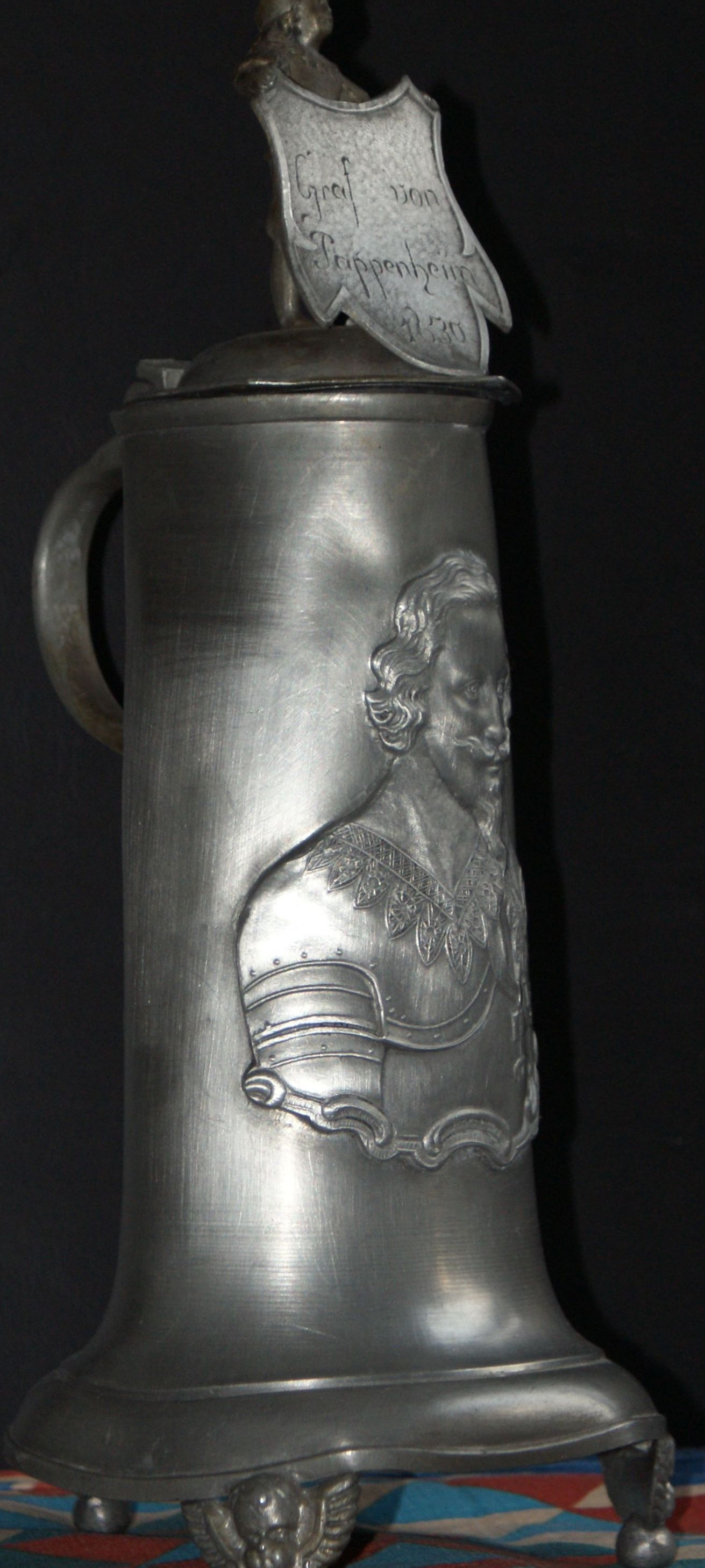
Cínová holba, kopie z 19. století